# Hugo Martiny von Malastów

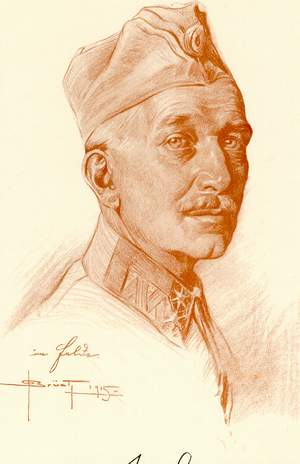
Hugo Martiny von Malastów als Generaloberst; Zeichnung von Oskar Brüch

Hugo Martiny, ab 1917 Martiny von Malastów (* 13. Februar 1860 in Krainburg; † 30. November 1940 in Graz) war ein österreich-ungarischer Offizier (zuletzt im Rang eines Generalobersten).

## Leben
Martiny absolvierte von 1876 bis 1879 die Theresianische Militärakademie und kam danach als Leutnant zum Infanterie-Regiment 23. Nach einiger Zeit im Truppendienst erhielt er die Gelegenheit von 1884 bis 1886 die Kriegsschule zu besuchen und gehörte dadurch zum Generalstabskorps. Er tat als Oberleutnant zunächst Dienst im Stab der 53. Infanterie-Brigade in Kaschau, dann im Stab des 6. Korpskommandos. Ab 1890 diente er, inzwischen zum Hauptmann befördert, im zentralen Generalstab in Wien. Erst 1899 kehrte er in den Truppendienst zurück und übernahm den Befehl über ein Bataillon des Infanterie-Regiments Nr. 2 in Hermannstadt. Im Jahre 1902 wurde Martiny zum Oberst befördert und wechselte im folgenden Jahr zum Infanterie-Regiment Nr. 48, dessen Kommando er 1904 übernahm.
Bald darauf rückte Martiny in die Spitzenpositionen auf. Er wurde 1908 Kommandant der 62. Infanterie-Brigade in Budapest und kurz darauf Generalmajor. Im Jahre 1912 übernahm er den Befehl über die 14. Infanterie-Truppendivision und wurde zum Feldmarschallleutnant befördert. Bei Kriegsausbruch im August 1914 rückte er mit dieser Division aus und nahm unter anderem an der Schlacht von Kraśnik teil. Im März 1915 wurde der bewährte Offizier mit dem Kommando über das 10. Korps betraut, welches am Karpathenkamm bei Tylicz westlich des Duklapasses sicherte. Während der entscheidenden Schlacht von Gorlice-Tarnów zeichnete sich sein Korps am 2. Mai 1915 besonders im Gefecht um die Höhen bei Malastów aus, wo er zusammen mit deutschen Truppen unter General Paul von Kneußl den Durchbruch durch die russischen Stellungen auf Zmigród erreichte. Aufgrund dieses Erfolges erhielt Martiny bei seiner Nobilitierung (1917) offiziell den Namenszusatz "von Malastów". Am 4. Juni gelang seinen Truppen zusammen mit der 11. bayerischen Division die Rückeroberung der Festung Przemysl. Für diese Leistung wurde Feldmarschall-Leutnant Martiny zusammen mit dem Kommandeur der 11. bayerischen Infanterie-Division General Kneußl der Orden der Eisernen Krone I. Klasse mit Kriegsdekoration verliehen. Anfang Juli wurde das X. Korps auf den linken Flügel der k.u.k. 4. Armee (Erzherzog Joseph Ferdinand) umgruppiert und stieß über den Bug in den Raum westlich Luzk vor. Während des Feldzuges nach Rowno (September 1915) wurde sein nach Osten vorgehendes Korps nördlich von Klewan durch russische Gegenangriffe zurückgeschlagen. Am 1. November 1915 stieg Martiny zum General der Infanterie auf.
Zu Beginn der Brussilow-Offensive 1916 brach die russische 8. Armee bei Olyka durch die österreichische Front durch, Martinis Korps musste auf den Styr zurückgehen. Nach dem Verlust von Luzk musste Martini das X. Korps am 7. Juni an FML Friedrich Csanády von Békés übergeben und wurde von der Front abgezogen. Martiny bekleidete bis August 1916 den Posten des Militärkommandanten von Graz und wurde danach Inspekteur der Militär-Erziehungs- und Bildungsanstalten. Erst im August 1917 übernahm er erneut ein Truppenkommando und befehligte das XIV. Korps in Südtirol. Am 1. Mai 1918 stieg er in den Rang eines Generalobersten auf und übernahm den Befehl über das k.u.k. III. Korps, welches nahe Asiago im Einsatz stand. Am 3. November 1918 geriet das Korps und sein Kommandant in italienische Kriegsgefangenschaft.

## Österreichische Militärauszeichnungen (Stand 31. Dezember 1918)
- Militär-Jubiläumskreuz 1908
- Militär-Jubiläumsmedaille 1898
- Dienstzeichen für Offiziere (II. Klasse)
- Ehrenzeichen für Verdienste um das Rote Kreuz (Ehrenkreuz I. Klasse mit Kriegsdekoration)
- Orden der Eisernen Krone (III. Klasse)
- Leopoldorden (Ritterkreuz mit Kriegsdekoration und Schwertern)
- Militärverdienstkreuz (II. Klasse mit Kriegsdekoration und Schwertern)
- Orden der Eisernen Krone (I. Klasse mit Kriegsdekoration und Schwertern)
- Leopoldorden (Großkreuz mit Kriegsdekoration und Schwertern)